# تشارلز تشادويك (روائي)
تشارلز تشادويك (بالإنجليزية: Charles Chadwick) (1932)؛ كاتب وروائي بريطاني.